# Овлочин
Овло́чин (укр. Овлочин) — село в Овадновской сельской общине Владимирского района Волынской области Украины.
До 2020 года входило в Турийский район.
Код КОАТУУ — 0725583901. Население по переписи 2001 года составляет 581 человек. Почтовый индекс — 44830. Телефонный код — 3363. Занимает площадь 4,441 км².

## Фотогалерея

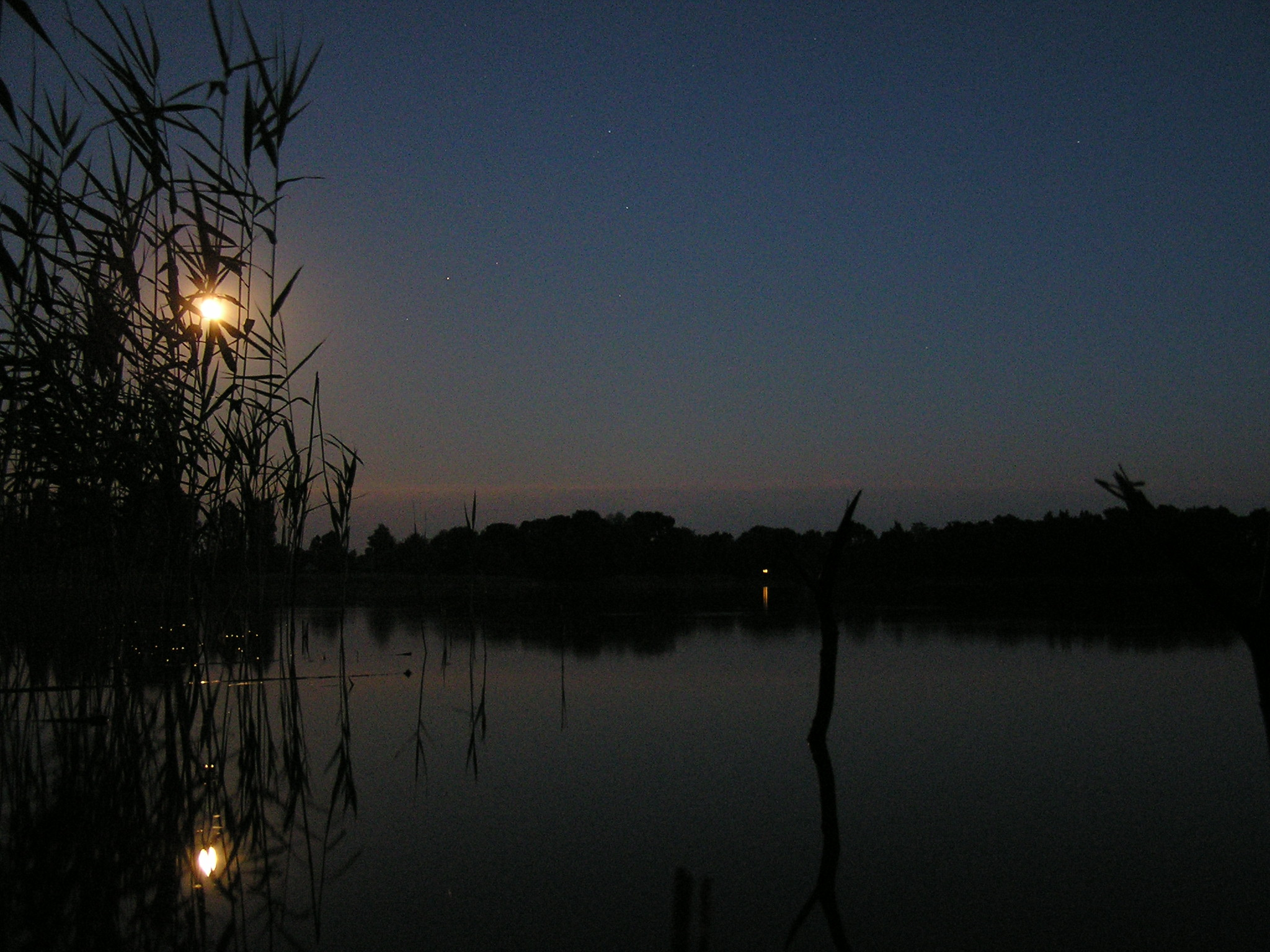
Озеро Великое вечером
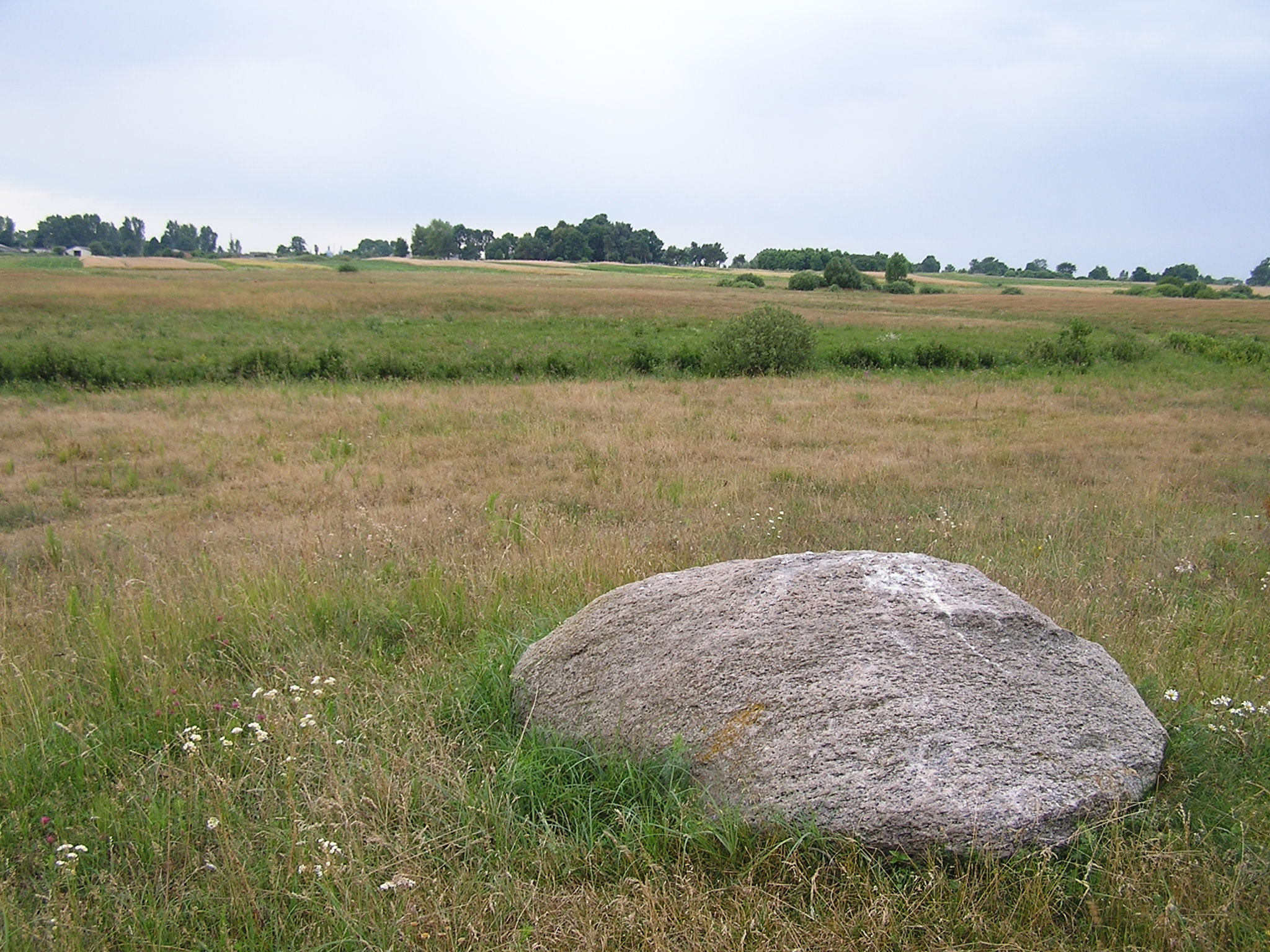
Камень на околице села
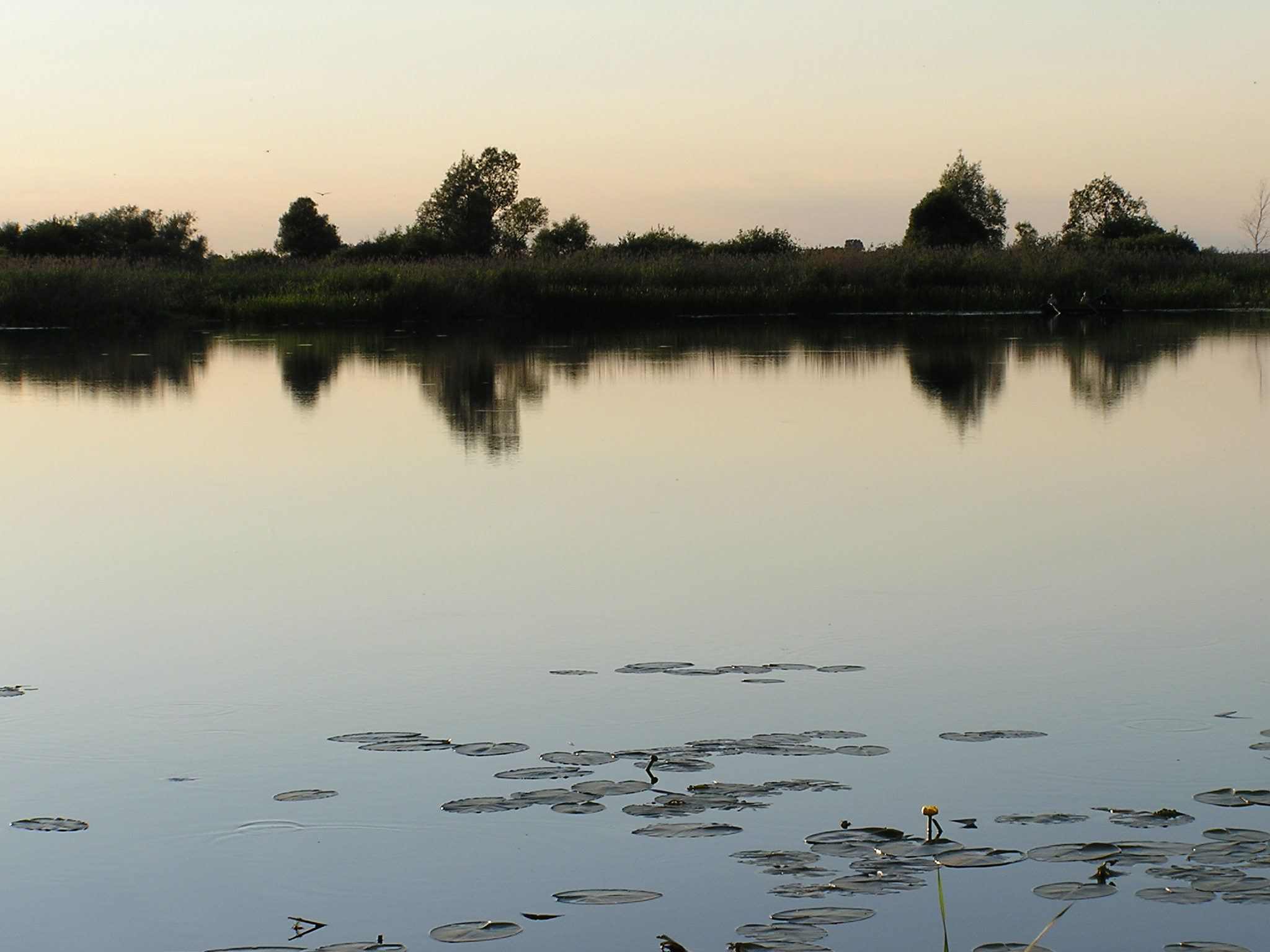
Озеро Малое